# Millport (Regno Unito)

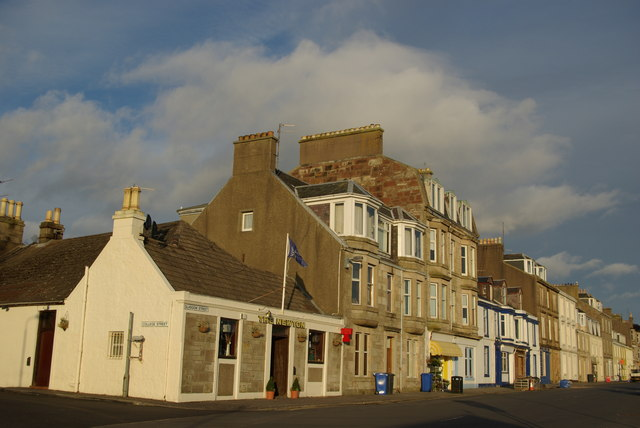
Millport: la Glasgow Street, la via principale della cittadina

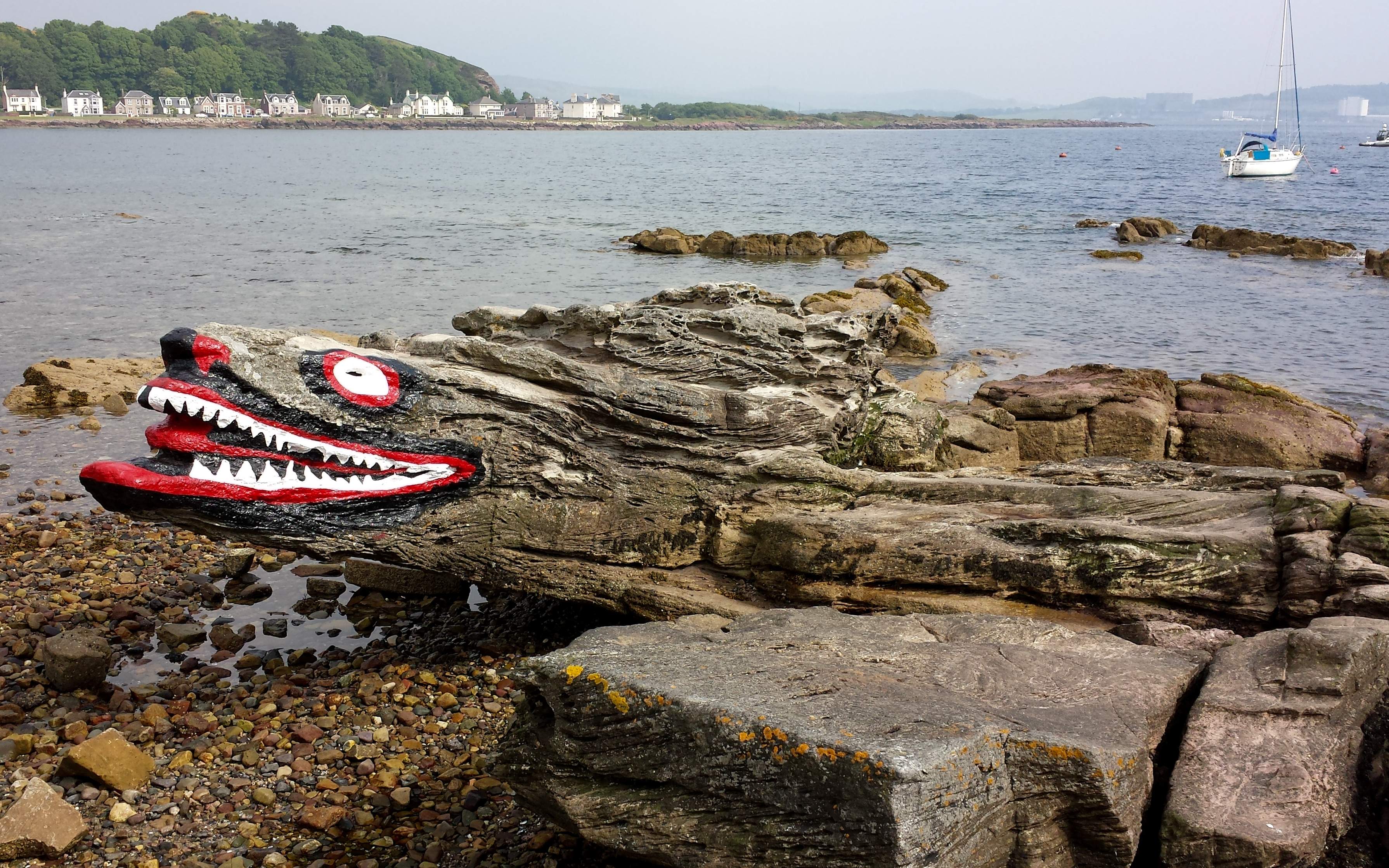
Millport: la Crocodile Rock

Millport (in gaelico scozzese: Port a' Mhuilinn) è una località balneare (e anticamente: burgh) della Scozia sud-occidentale, situata nell'isola di Great Cumbrae, nell'area di consiglio dell'Ayrshire Settentrionale (contea tradizionale: Buteshire). Unica città dell'isola, conta una popolazione di circa 1.200 abitanti.

## Geografia fisica
Millport si estende lungo gran parte della costa meridionale dell'isola di Great Cumbrae: si affaccia sul Firth of Clyde e sull'isola di Little Cumbrae ed è situata di fronte alla città di Largs.

## Storia
Millport iniziò a diventare un punto di attracco per i traghetti che transitavano sul Firth of Clyde a partire dal XVIII secolo.
In seguito, nel 1833 fu costruito il porto per volere del signore di Glasgow e lo sviluppo della cittadina come località portuale crebbe così rapidamente.
Nel 1849 fu fondato in loco dal VI signore di Glasgow un college religioso
Millport fu un importante punto di attracco per i traghetti in transito sul Firth of Clyde fino agli anni sessanta del XX secolo.

## Monumenti e luoghi d'interesse

### Architetture religiose

#### Cattedrale delle Isole
Principale edificio religioso di Millport è la Cattedrale delle Isole (ex-Cattedrale di Santo Spirito):  costruita tra il 1849 e il 1851 su progetto dell'architetto William Butterfield, è la più piccola cattedrale della Gran Bretagna.
|  |

### Architetture civili

#### Garrison House
Altro edificio d'interesse è la Garrison House: costruita nel 1837 come residenza estiva per i conti di Glasgow, ospita ora il museo delle Cumbraes.

#### The Wedge
Altro edificio d'interesse di Millport è The Wedge, considerata la casa più stretta del Regno Unito.

## Società

### Evoluzione demografica
Nel 2016, la popolazione stimata di Millport era pari a circa 1.220 abitanti, di cui 613 erano donne e 607 erano uomini.
La popolazione al di sotto dei 16 anni era pari a 106 unità.
La località ha conosciuto un decremento demografico rispetto al 2011, quando la popolazione censita era pari a 1.280 abitanti, e al 2001, quando la popolazione censita era pari a 1.310 abitanti.